# Ebbe Sunesson
Ebbe Sunesson var en dansk storman av adelsätten Hvide. Han stupade 31 januari 1208 i slaget vid Lena. Han var far till Benedicta Ebbesdotter (född någon gång mellan 1165 och 1170), som blev gift med svenske kungen Sverker den yngre.
Ebbe skänkte gods till Esrums kloster, och stod på god fot med abbot Vilhelm i Æbelholts kloster, som prisade Ebbes personliga egenskaper. Kung Knut IV lät honom och hans bror Anders medla i en tvist mellan Æbelholts kloster och kronans landbor. Liksom sina bröder upptogs han i kung Valdemars jordebok. 
Efter den svenske kungen Karl Sverkersson, gift med en medlem av ätten Hvide, dödades av Knut Eriksson så uppfostrades hans son Sverker i Danmark och gifte sig senare med Ebbes dotter Benedicta. Sverker kunde efter Knuts död 1195 ta den svenska kungamakten, men fördrevs 1205 när Erik Knutsson gjorde uppror. Han flydde till Danmark, och fick stöd av sina släktingar, som under Ebbes ledning utrustade en här. I expeditionen deltog även Ebbes bröder Lars, Jakob och Peder. Hären besegrades i slaget vid Lena, och Ebbe och hans bror Lars stupades. De begravdes i Sorø klosterkyrka
Ebbe hade sönerna Johannes (dansk marsk), Peder samt fyra döttrar: Benedicta, gift med Sverker den yngre, Cecilia som giftes med Jon Reinmodsen, och en som giftes med en tysk greve Engelbert.